# Liste der Fahnenträger der grenadischen Mannschaften bei Olympischen Spielen
Die Liste der Fahnenträger der grenadanischen Mannschaften bei Olympischen Spielen listet chronologisch alle Fahnenträger grenadanischer Mannschaften bei den Eröffnungsfeiern Olympischer Spiele auf.

## Liste der Fahnenträger
| Mannschaft             | Veranstaltung | Fahnenträger (EF)           | Fahnenträger (AF)              |
| ---------------------- | ------------- | --------------------------- | ------------------------------ |
| 1984 in Los Angeles    | Sommerspiele  | Bernard Wilson              |                                |
| 1988 in Seoul          | Sommerspiele  |                             |                                |
| 1992 in Barcelona      | Sommerspiele  | Eugene Licorish             |                                |
| 1996 in Atlanta        | Sommerspiele  | Jason Charter (Offizieller) |                                |
| 2000 in Sydney         | Sommerspiele  | Hazel-Ann Regis             |                                |
| 2004 in Athen          | Sommerspiele  | Alleyne Francique           | Michael Bascombe (Offizieller) |
| 2008 in Peking         | Sommerspiele  | Alleyne Francique           | Neisha Bernard-Thomas          |
| 2012 in London         | Sommerspiele  | Kirani James                | Neisha Bernard-Thomas          |
| 2016 in Rio de Janeiro | Sommerspiele  | Kirani James                | Lindon Victor                  |
| 2020 in Tokio          | Sommerspiele  | Wesley Roberts              | Kirani James                   |
| 2024 in Paris          | Sommerspiele  | Tilly Collymore             | Halle Hazzard                  |
| 2024 in Paris          | Sommerspiele  | Lindon Victor               | Kirani James                   |

Anmerkung: (EF) = Eröffnungsfeier, (AF) = Abschlussfeier

## Statistik
| Rang    | Sportart       | EF | AF | ∑  |
| ------- | -------------- | -- | -- | -- |
| 1       | Leichtathletik | 7  | 6  | 13 |
| 2       | Schwimmen      | 2  | 0  | 2  |
| 2       | Offizieller    | 1  | 1  | 2  |
| 4       | Boxen          | 1  | 0  | 1  |
| Gesamt: | Gesamt:        | 11 | 7  | 18 |

| Rang                   | Sportart | EF | AF | ∑ |
| ---------------------- | -------- | -- | -- | - |
| bisher keine Teilnahme |          |    |    |   |
| Gesamt:                | Gesamt:  | 0  | 0  | 0 |

| Rang    | Sportart       | EF | AF | ∑  |
| ------- | -------------- | -- | -- | -- |
| 1       | Leichtathletik | 7  | 6  | 13 |
| 2       | Schwimmen      | 2  | 0  | 2  |
| 2       | Offizieller    | 1  | 1  | 2  |
| 4       | Boxen          | 1  | 0  | 1  |
| Gesamt: | Gesamt:        | 11 | 7  | 18 |